# Folketingswahl 1901
- Social.: 14
- Venstr.: 76
- Forh. V.: 16
- Højre: 8

Die Folketingswahl 1901 am 3. April war die 25. Wahl zum Folketing, der zweiten Kammer des dänischen Parlaments. Die Venstrereformpartiet gewann die Wahl klar und erhöhte ihren Anteil um weitere 13 Sitze. Über eine absolute Mehrheit hatten sie bereits seit der vorherigen Wahl verfügt. Die regierende Højre konnte nur noch in acht Wahlkreisen ihre Kandidaten durchsetzen und nahm nur noch eine Randrolle im Folketing ein. So gelang es der Venstrereformpartiet erstmals, sich auch für die Regierungsbildung durchzusetzen mit dem Kabinett Deuntzer.

## Wahlmodus
Die 114 Sitze des Folketings wurden über ebenso viele Wahlkreise nach Mehrheitswahlrecht vergeben. Wahlberechtigt zur Folketingswahl waren dänische Männer, die das 30. Lebensjahr vollendet hatten und über einen eigenen Wohnbesitz in Dänemark verfügten. Ausgeschlossen waren jedoch Personen, die in der Vergangenheit Armutshilfe erhielten und diese noch nicht zurückzahlten oder unter Vormundschaft standen. Unter diesen Voraussetzungen waren somit nur etwa 16,4 % der Bevölkerung wahlberechtigt. War in einem Wahlkreis nur ein einziger Kandidat aufgestellt, fand eine Abstimmung mit der zusätzlichen Option der Ablehnung des einzigen Kandidaten statt, sofern dies mindestens 50 Wähler wünschten. Andernfalls wurde der Kandidat ohne Abstimmung zum Folketingsvertreter ernannt.

## Ergebnisse
Die Venstrereformpartiet stellte in 102 der 114 Wahlkreise eigene Kandidaten auf. Højre war in 58 Wahlkreisen vertreten. Die Sozialdemokraten hatten 30 Kandidaten aufgestellt, die „forhandlende Venstre“ deckte 25 Wahlkreise ab.
| Partei                                     | Stimmen   | Prozent   | Sitze     | ± Sitze   |
| ------------------------------------------ | --------- | --------- | --------- | --------- |
| Venstrereformpartiet Liberale Reformpartei | 96.527    | 42,9 %    | 76        | ▲13       |
| Højre Rechte                               | 51.787    | 23,0 %    | 08        | ▼ 8       |
| Socialdemokratiet Sozialdemokraten         | 38.398    | 17,1 %    | 14        | ▲ 2       |
| Forhandlende Venstre Verhandelnde Liberale | 23.753    | 10,6 %    | 16        | ▼ 5       |
| Parteilose                                 | 06.333    | 02,8 %    | 0         | ▼ 2       |
|                                            |           |           |           |           |
| Wahlberechtigte                            | 404.271 a | 404.271 a | 404.271 a | 404.271 a |
| Abgegebene Stimmen                         | 228.576   | 228.576   | 228.576   | 228.576   |
| Gültige Stimmen                            | 225.066 b | 225.066 b | 225.066 b | 225.066 b |
| Wahlbeteiligung                            | 60,2 %    | 60,2 %    | 60,2 %    | 60,2 %    |